# Katolikus Szociális Népmozgalom
A Katolikus Szociális Népmozgalom a második világháború alatti katolikus szociális és reformmozgalmakat összefogó szervezete és irányító munkaközössége  (1943. augusztus 26. – 1944.);  a Teleki Pál által 1940-ben alapított Magyar Szociális Népmozgalom utódszervezete és a KDNP illetve a DNP elődje.

## Története

### Előzmények: a Magyar Cél és az MSzN

A Magyar Szociális Népmozgalom jelképe

1940-ben alakult meg először három katolikus társadalmi reformmozgalom, az EMSZO, a KALOT és a Magyar Dolgozók Országos Hivatásszervezete összefogásával ezek csúcsszervezete, a Magyar Cél Mozgalom, későbbi nevén Magyar Szociális Népmozgalom (MSzN), mely kapcsolatban állt Teleki Pál miniszterelnök köreivel (az ő eszméinek hatására kezdtek a mozgalom szervezésébe). A mozgalom, melyhez nemsokára néhány más szervezet (a felvidéki Prohászka Körök) is csatlakozott, különféle okok miatt (mint a kezdeti elszigeteltség, Teleki 1941-ben bekövetkező halála, illetve a háborús helyzet) hamarosan kifulladt, eljelentéktelenedett.
1943. június 23-án a három említett katolikus társadalmi reformmozgalom elnökei – Meggyesi Sándor, a katolikus Magyar Dolgozók Országos Hivatásszervezete országos elnöke, P. Kerkai Jenő SJ, a KALOT országos elnöke és Freesz József, az EMSZO központi igazgatója – memorandumban fordultak Serédi Jusztinián hercegprímáshoz, melyben beszámoltak ama szándékukról, hogy ezen szervezetek erőfeszítéseit egyesítsék és munkájukat koordinálják; közös programjukra pedig a hercegprímás áldását és jóváhagyását (s ezáltal az egész Egyház támogatását) kérték, s kifejezték óhajukat, hogy világi részről Kovrig Béla szociológus (a kolozsvári egyetem rektora és tanára; korábban Teleki Pál szociálpolitikai tanácsadója), mint a jövendő szervezet elnöke, egyházi részről báró Apor Vilmos püspök tanácsadóként segítse munkájukat. Aporban a mozgalom szervezői Telekihez hasonlóan tekintélyes, és eszmeileg is őhozzá, ill. hozzájuk közel álló személyiséget láttak.

### A győri titkos találkozó
Apor Vilmos Győrött, a katolikus püspöki palotában 1943. augusztus 26-ára hívta össze ama (a háborús körülmények miatt) titkos tanácskozást, melyet az ország vezető, reformista gondolkodású katolikus személyeivel folytatott, és amely részben a Kovrig-féle kezdeményezésről, általánosabb síkon pedig a szociális indíttatású keresztény politikai mozgalmak jövőjéről kívánt döntést hozni, válaszolva ama kérdésre, miként lehet a háború utánra olyan életképes keresztény pártot és/vagy közéleti mozgalmat átmenteni, illetve teremteni, amely szakít az addigi , a hatalom szövetségesévé vált keresztény politizálás korszerűtlenségével, és képes folytatni a küzdelmet az egyházon kívüli, radikális társadalmi mozgalmakkal, érvényesítve a keresztény és szocialista elveket egyesítő pápai enciklikák szellemét.
A találkozón 23 egyházi személyiség jelent meg, többek között Kerkai Jenő (jezsuita szerzetes; a KALOT egyik irányítója), Kovrig Béla (elnökjelölt), gróf Pálffy József (Apor püspök unokaöccse, 1939-től országgyűlési képviselő), Beresztóczy Miklós (a vallás- és közoktatásügyi minisztérium osztályfőnöke), Mihalovics Zsigmond (a Katolikus Akció nevű szervezet országos igazgatója), Mindszenty József (zalaegerszegi plébános), országgyűlési képviselők, mint Közi Horváth József (Győrből) és Varga Béla, Kiss Szaléz (ferences atya, ifjúsági lelkipásztor), Pfeiffer Miklós (kassai kanonok, a felvidéki katolikus egyetemi ifjúsági mozgalom lelkiatyja); ezenkívül az EMSZO (Egyházközségi Munkásszakosztályok) országos vezetői; erdélyi katolikus vezetők; és délvidéki mozgalmi emberek (teljes lista sosem látott napvilágot a résztvevőkről).
Az értekezlet tagjai úgy vélekedtek, hogy a Harmadik Birodalom győzelme kizártnak látszik, s hogy a vesztett háborút hazánkban is politikai és társadalmi átalakulás fogja követni, melynek demokratikus úton maradásáért a katolikus mozgalmaknak mindent meg kell tenniük. Egyetértettek abban, hogy a szerveződő munkaközösség mozgalmai óriási erőt képviselnek, de mégsem elegendőt; többen új tömegpárt megalakítását javasolták. Ennek megvalósítását azonban (mivel a meglévő keresztény párt, az EKP riválisát jelentette volna) mások ellenezték.
Ennek a megbeszélésnek az eredményeként alakult meg a Katolikus Szociális Népmozgalom. Ez még nem párt volt, csupán öntevékeny társadalmi mozgalom, azonban már egy későbbi pártalakulat csíráit is magában hordozta.

### A KDNP
A szervezet csatlakozott a németekkel szembeni ellenállási mozgalomhoz, a Magyar Fronthoz (a fő személyi összekötő Pálffy volt, aki már régebbtől fogva részt vett a Front munkájában), mely szervezet szabályzatában megkívánta a párttá szerveződést. Elsősorban ez volt az oka annak (bár már az 1943-as tanácskozáson is felmerültek ilyen tervek), hogy 1944 októberében a KSzN vezetői, Serédi haladéktalan hozzájárulásával, megalakították a Kereszténydemokrata Néppártot (KDNP). A háborúból való 1944. októberi sikertelen kiugrási kísérlet után a KSzN tagszervezeteinek számos vezető munkatársát (köztük a KDNP szervezőit) letartóztatták, ill. a Gestapo elhurcolta (a nyilasok – még márciusban – Apor letartóztatását is tervezték, de erre már nem került sor).

## Magyar Társadalompolitika: a KSzN programja
Az egyik résztvevő – a szociológus Kovrig Béla – vállalta, hogy egy tanulmánykötetbe foglalja azokat a gondolatokat, amelyek egy később meginduló kereszténydemokrata párt elvi programját képezhetnék. Cser János, Tóth József és Kerék Mihály segítségével májusban el is készült egy hatszáz oldalas, háromkötetes munka „Magyar Társadalompolitika” címmel, amit azonban a német megszállás miatt már nem terjeszthettek legálisan, és csak illegális nyomdában sokszorosíthattak.
Ebben a szerzők a Jacques Maritain által megfogalmazott teocentrikus integrális humanizmus eszméiből kiindulva vázoltak fel egy egységes reformtervet a magyar társadalmi problémák kezelésére, mely egy helyi önkormányzatokra épülő többpártrendszerű demokrácia keretein belül folytatott, az állam korlátozott beavatkozását megengedő, de az egyéni kezdeményezést és versenyt nem elfojtó szociális gazdaságirányítási modellt javasolt, a munka harmadik kötetében külön foglalkozott a Kerék Mihály által kidolgozott földreformtervezettel, melynek megvalósításával 350-400 ezer család jutott volna vélhetően életképes paraszti gazdasághoz. A kötet a falusi társadalom számára a házhelyi és háztáji gazdálkodás lehetőségének biztosítását, a belterjes gazdálkodás és a gépesítés elősegítését, a népfelesleg levezetésére a gyáripar fejlesztését javasolta egy tízéves program keretében, és kitért a jövő kultúrpolitikájának alakítására is. Kovrig megállapította, hogy a gyökeres reformok megvalósíthatósága szempontjából nem annyira az alkotmány írott betűje, vagy az államforma a mérvadó.
Eme programnak nem mindenki értett egyet minden részletével, Pálffy József körül alakult ki egy csoportosulás, mely az értekezlet, illetve a program által javasolt reformok radikalizmusát túlzottnak tartotta. Ez később a KDNP kettészakadásához vezetett.